# Ференбах, Константин
Константин Ференбах (нем. Konstantin (Constantin) Fehrenbach; 11 января 1852, Веллендинген под Бонндорфом (Баден) — 26 марта 1926, Фрайбург) — немецкий политик (партия Центра). С 25 июня 1920 по 4 мая 1921 года рейхсканцлер Веймарской республики.

## Студенческие годы
Отец Константина Ференбаха Иоганн был деревенским учителем. Родители хотели, чтобы Константин стал священником. После окончания школы в 1871 году Ференбах поступил во Фрайбургский университет и изучал католическую теологию. Там Ференбах быстро понял, что целибат не входит в его жизненные планы. Поэтому в 1874 году он бросил теологию и перевёлся на юридический факультет. В 1879 году он успешно сдал экзамен на кандидата на юридическую должность и в том же году женился на дочери адвоката Марии Хоснер. У четы Ференбахов родилась дочь.

## Адвокат и муниципальный политик
Сдав оставшиеся экзамены в 1882 году, Ференбах занялся адвокатской деятельностью во Фрайбурге и специализировался преимущественно на защите в уголовных процессах. Вскоре он стал пользоваться авторитетом у среднего класса города и занялся местной политикой. В 1884 году Ференбах был избран в городское собрание депутатов Фрайбурга от центристов. В 1885—1887 годах Ференбах избирался депутатом ландтага великого герцогства Баден, однако из-за разногласий с политикой своей партии по церковным вопросам сложил свои полномочия. Возвращение Ференбаха на политическую сцену земельного уровня состоялось в 1901 году, и Ференбах представлял интересы своих избирателей до 1913 года. Способность Ференбаха находить компромиссные решения в межпартийных отношениях пригодилась и в решении вопроса о политическом католицизме. В 1907 году большинством голосов центристов, консерваторов и либералов Константин Ференбах был избран президентом ландтага. Против проголосовала лишь фракция СДПГ, считавшая Ференбаха представителем идей монархического государства.

## Депутат

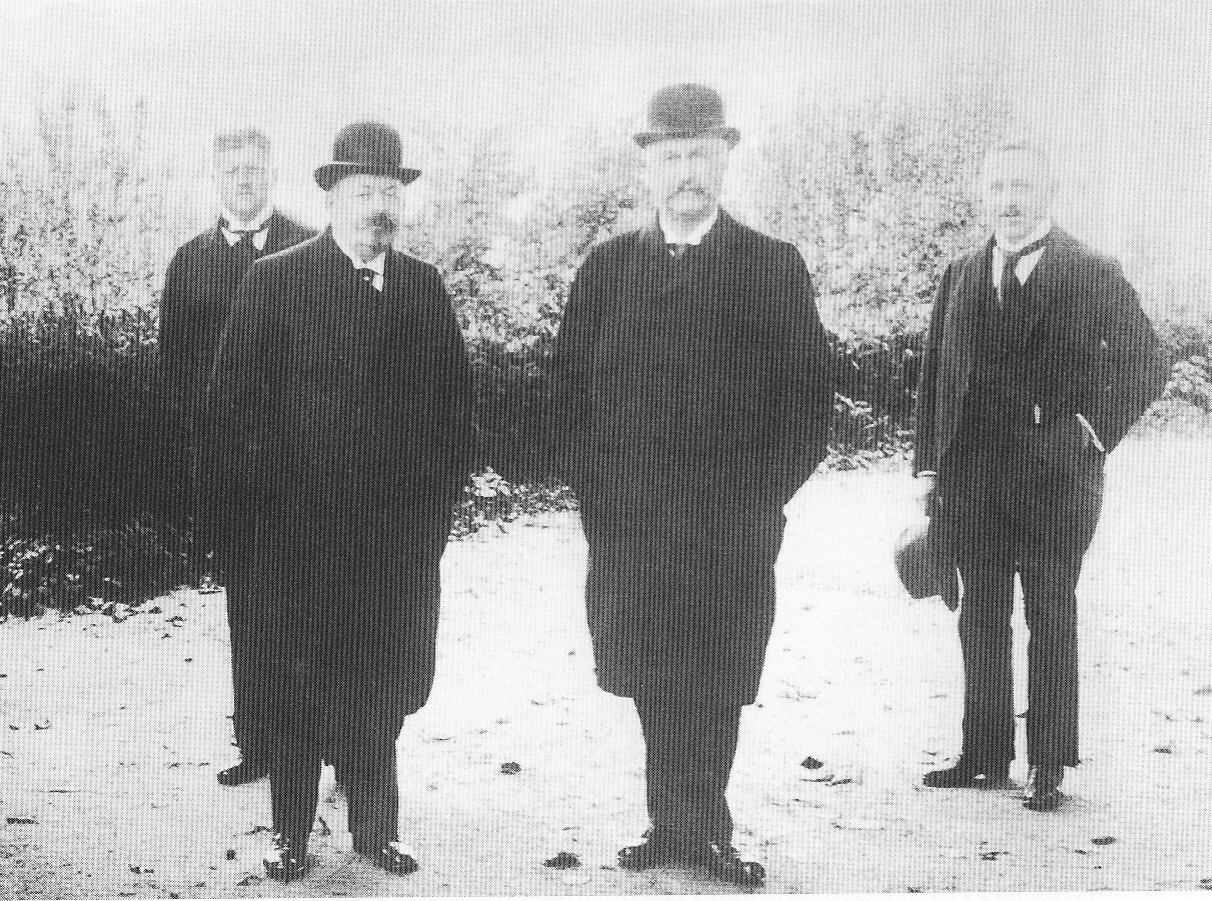
Рейхсканцлер Ференбах (в центре, второй справа) и рейхспрезидент Фридрих Эберт. 1920

В 1903 году Ференбах стал депутатом рейхстага от партии Центра по избирательному округу Эттенхайм-Лар. В 1909 году Ференбах выступил в поддержку нового рейхсканцлера Теобальда фон Бетмана-Гольвега.
3 декабря 1913 года Ференбах прославился своей речью на всю Германию. В ходе рассмотрения так называемого Савернского дела в связи со злоупотреблениями властью в эльзасском городе Саверн Ференбах выступил против генерального штаба и военных с призывом создать конституционное государство. Взгляды Ференбаха нашли широкую поддержку у центристов, социал-демократов и членов Прогрессивной народной партии. Если по этому вопросу критика Ференбаха была направлена против канцлера Бетмана-Гольвега, то в вопросах внешней политики и реформ Ференбах был полностью на стороне канцлера. Во время Первой мировой войны Ференбах, занимавший пост председателя главного комитета рейхстага, стал надёжной опорой Бетмана-Гольвега в реализации политики классового мира.
В июне 1918 года Ференбах был назначен президентом рейхстага. Ференбах верил, что реформы, предложенные кайзером Вильгельмом II в Пасхальном послании 1917 года, позволят осуществить переход к парламентско-демократической монархии. Поэтому свержение монархии в ноябре 1918 года глубоко потрясло убеждённого сторонника прогрессивной, ограниченной парламентом императорской власти. В своей попытке созвать старый рейхстаг во имя сохранения монархии Ференбах натолкнулся на противодействие Совета народных уполномоченных. Вместе с тем Веймарское национальное собрание избрало Ференбаха своим председателем, поскольку за исключением вопроса реформ он выступал за демократическое правовое государство. Изначально на этот пост был избран Эдуард Давид, но он был вынужден подать в отставку в связи с протестом фракции центристов, не желавших смириться с тем, что все три главных государственных поста (рейхспрезидент, имперский премьер-министр и президент Национального собрания) оказались в руках социал-демократов.

## Рейхсканцлер

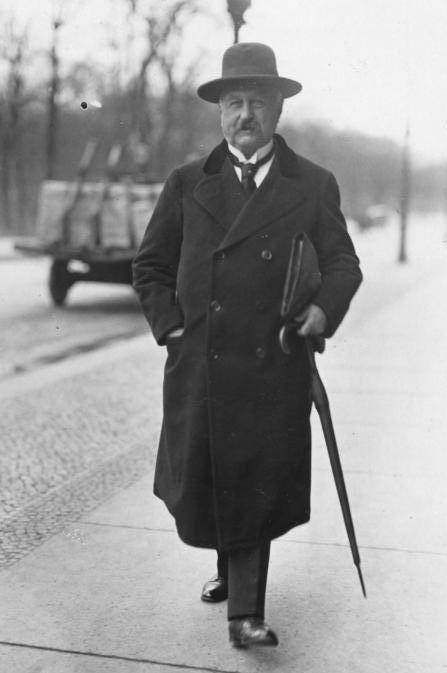
Константин Ференбах. 1921

Большая коалиция в рейхстаге Веймарской республики стала жертвой выборов 1920 года, когда значительное количество избирателей СДПГ отдали свои голоса за НСДПГ. Таким образом центристы, НДП и ННП сформировали кабинет меньшинства, который по любому значимому вопросу зависел от позиции СДПГ. Для этой коалиции был необходим человек, умеющий находить компромиссы, и пост рейхсканцлера был предложен 68-летнему президенту парламента Константину Ференбаху. После длительных размышлений он согласился.
Главной задачей Ференбаха на посту рейхсканцлера было обеспечить исполнение Версальского договора, который устанавливал лишь рамочные условия для работы многочисленных конференций по вопросу репараций. На состоявшейся 5-16 июля 1920 года конференции в Спа, к участию в которой впервые были допущены представители Германии, делегацию возглавил рейхсканцлер Ференбах. В своей речи, обращённой к представителям Антанты, он потребовал увеличить допустимую численность вооружённых сил Германии по Версальскому договору как минимум вдвое. На проходившем в это же время референдуме по вопросу Западной Пруссии и Верхней Силезии в составе Германии преобладающее большинство населения высказалось за сохранение существующей ситуации.
На конференциях в Париже и Лондоне в начале 1921 года обсуждались общий размер и процедуры репарационных выплат. Ференбах и министр иностранных дел Вальтер Симонс выступили с протестом против политики держав-победительниц, что привело к оккупации плацдармов на правом берегу Рейна. Тем не менее возглавлявший делегацию Германии Ференбах сумел добиться снижения размера репарационных выплат, установленных Версальским договором. Чтобы заставить Германию выполнять условия выплаты репараций, Антанта выдвинула так называемый Лондонский ультиматум. При решении вопроса о принятии условий впервые чётко отразило противоречия внутри коалиции политического центра. Ференбаху не удалось преодолеть их, и 4 мая 1921 года он вместе со своим кабинетом подал в отставку.
После отставки с поста рейхсканцлера Германии Константин Ференбах продолжил активную политическую деятельность. Глубоко потрясённый убийством Вальтера Ратенау, в 1923 году Ференбах занял пост заместителя председателя Союза борьбы с антисемитизмом. Убеждённый демократ, Ференбах поддержал в 1924 году создание Рейхсбаннера, надпартийного объединения, поставившего своей целью защиту республики от радикализма. До своей кончины Ференбах возглавлял фракцию центристов в рейхстаге. 26 марта 1926 года Константин Ференбах умер во Фрайбурге в возрасте 74 лет. Почётный гражданин города Фрайбурга был похоронен с государственными почестями на главном кладбище Фрайбурга.